# Henry Ottmann
 (novembre 2010).
Si vous disposez d'ouvrages ou d'articles de référence ou si vous connaissez des sites web de qualité traitant du thème abordé ici, merci de compléter l'article en donnant les références utiles à sa vérifiabilité et en les liant à la section « Notes et références ».
Henri Ottmann né le 10 avril 1877 à Ancenis (Loire-Atlantique) et mort le 1er juin 1927 à Vernon (Eure) est un peintre français.

## Biographie
Henri Louis Ottmann est le fils d'Henri Philippe Ottmann et de Louise Lemaistre. Le 22 octobre 1902, il épouse Marie Céline André Capron à Ixelles, commune de l'agglomération bruxelloise.
Il est élève de l'Académie Julian à Paris. En 1898, il figure parmi les fondateurs de l'atelier libre Labeur pour artistes peintres établis en Belgique, et travaille à Bruxelles au tout début du XXe siècle. C'est dans cette ville qu'il expose en 1903 pour la première fois à La Libre Esthétique, trois vues de la gare du Luxembourg exécutées dans diverses conditions atmosphériques (vent, gel, brouillard). Selon toute vraisemblance, le tableau Vue de la gare du Luxembourg à Bruxelles figure alors parmi cet envoi. De la gare du Luxembourg partent les trains pour Namur et le sud du pays. Il s'agit sans doute d'une œuvre réalisée, ou du moins commencée, en plein air. Pour sa composition, le peintre s'est placé sur un pont qui enjambe les voies.
Dans ses œuvres datant d'avant la Première Guerre mondiale, l'artiste tire les leçons de l'impressionnisme. Ici, la couleur fait songer à Auguste Renoir, qu'Ottmann admire particulièrement. Mais on pense aussi à Claude Monet, à qui il emprunte le motif du signal émergeant abruptement du cadre (La Gare Saint-Lazare : les signaux, 1877, Hanovre, musée de Basse-Saxe). La vue plongeante libère au premier plan un vaste espace où l'artiste joue avec la répétition du motif des rails, traité de manière purement décorative.
Ottmann désire créer de grandes compositions ornementales à partir de sujets modernes. La Vue de la gare du Luxembourg  à Bruxelles témoigne de cette ambition, malgré ses dimensions relativement modestes. Il participa au Salon des indépendants de 1905 à Paris, au Salon d’automne, au Salon de la Société nationale des beaux-arts, et expose au Salon des Tuileries à Paris. En décembre 1910, il expose à la galerie Barbazanges.
Installé à Montmartre, Henri Ottmann fait de nombreux séjours dans la région de La Baule[réf. nécessaire].

## Œuvres
Il débute par des nus en plein air au début du XXe siècle. Ses paysages, comme La Plage de Pornichet en 1920, Le Pont Marie, Le Port de Marseille, sont influencés par le fauvisme[réf. nécessaire]. Vers 1920, il peint La Goulue — pseudonyme de Louise Weber — qui a servi de modèle à des nombreux peintres dont Henri de Toulouse-Lautrec et Auguste Renoir.
Le musée des Beaux-Arts de Nantes conserve une dizaine de toiles du peintre, dont L'Étal marseillais, L'Erdre au pont d'Orléans (1919) et Portrait de René Levrel (1925). Le tableau Vue de la gare du Luxembourg à Bruxelles (1903) est conservé à Paris au musée d'Orsay. Le fonds national d'art contemporain conserve un certain nombre de ses œuvres dont la Courtisane endormie (1920). Alors que l'esthétique de cet artiste relève plutôt du postimpressionnisme, sa Courtisane endormie était présentée parmi les peintres dits académiques dans l’accrochage intitulé Modernités plurielles au musée national d'Art moderne à Paris de 2013 à 2015, cette toile étant considérée par les curateurs comme étant à la croisée de La Naissance de Vénus d’Alexandre Cabanel et des nus de Raphaël, dont Ingres avait longtemps observé les lignes.

Œuvres d'Henri Ottmann
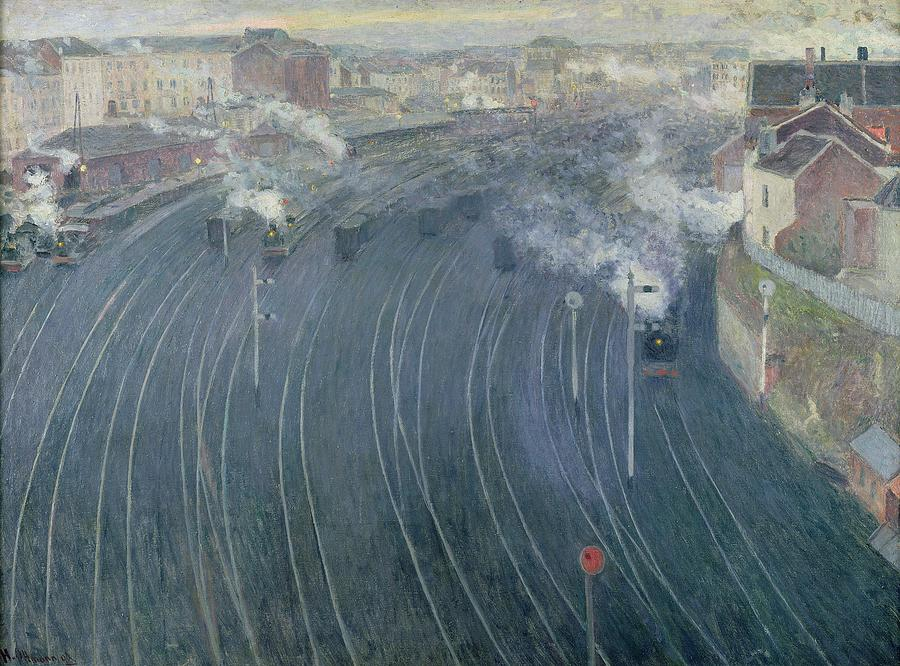
Vue de la gare du Luxembourg à Bruxelles (1903), Paris, musée d'Orsay.
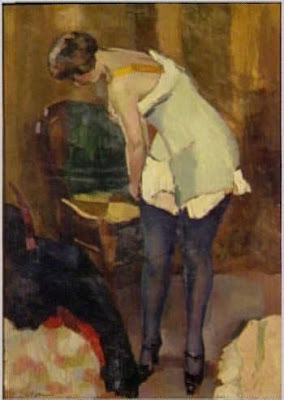
Femme aux bas bleus (1917), Paris, musée national d'Art moderne.
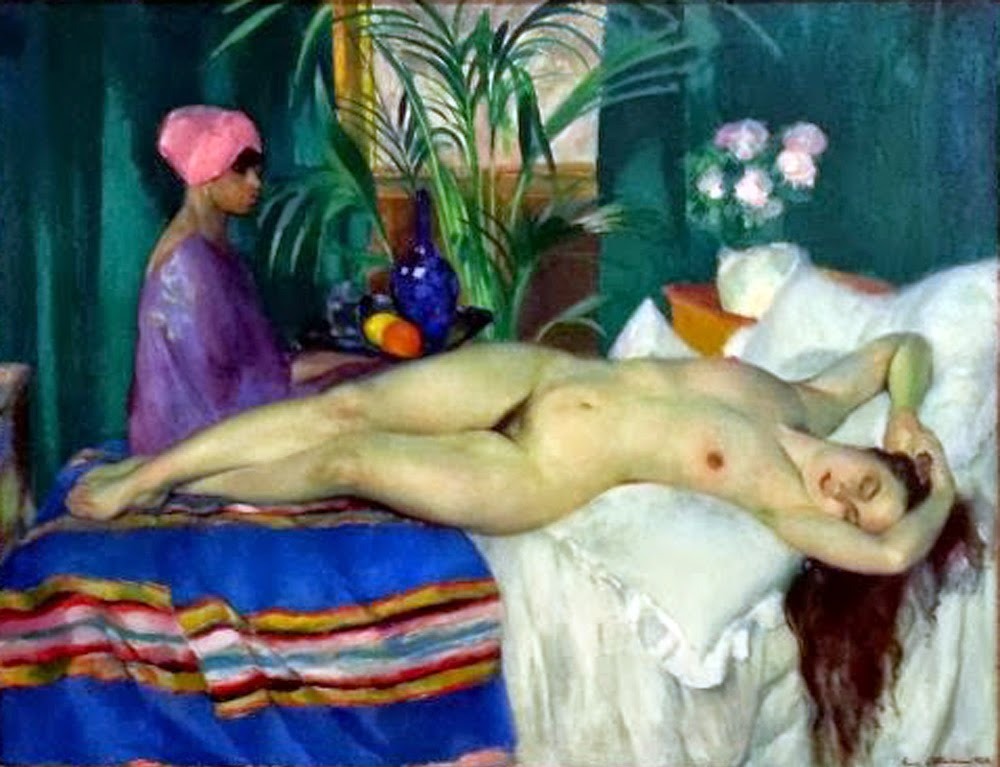
Courtisane endormie (1920), Paris, musée national d'Art moderne.
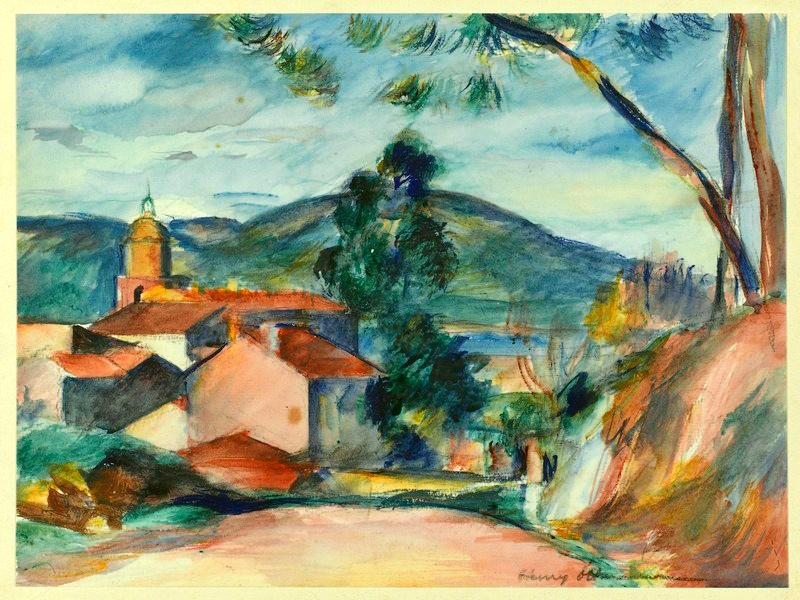
Saint-Tropez (1927), Paris, musée national d'Art moderne.